# CVT M-200
Il CVT M-200 era un aliante biposto da addestramento e competizione originariamente realizzato dall'azienda italiana Aeromere di Trento a partire dal 1964, e poi prodotto su licenza in Francia dalla Coopérative d'Approvisionnement et de Réparation de Matériel Aéronautique de Moulins (C.A.R.M.A.M.) a Moulins. Ne furono prodotti un totale di 63 esemplari.

## Storia del progetto
Dopo la realizzazione del CVT-4 Strale, di cui fu costruito un unico prototipo, nel 1960 il Centro di Volo a Vela del Politecnico di Torino iniziò la costruzione di un nuovo modello di aliante biposto, progettato da Alberto Morelli con la collaborazione del fratello Pietro, che fu designato M-200. Tale aliante riprendeva le originarie linee generali del precedente M-100S, era biposto e concepito per essere usato sia nell'addestramento che nel diporto. Prodotto su ordine dell'Aero Club d'Italia il prototipo andò in volo per la prima volta sul campo d'aviazione dell'Aeritalia a Torino nel maggio 1964, nelle mani di Alberto Morelli.

## Descrizione tecnica
L’ala monolongherone era costruita interamente in legno e rivestita di tela, derivava direttamente da quella dell’M-100 S. L'apertura alare era stata portata da 15 a 18,5 metri e l’allungamento da 17,1 a 19. L'ala era dotata di profili alari NACA 63-618 alla radice e NACA 63-615 all'estremità. La fusoliera era di costruzione lignea, dotata di falso guscio con correnti in legno di abete rosso e rivestimento in compensato. La cabina di pilotaggio ospitava i due piloti affiancati, ed era ricoperta da una capottina a baldacchino che si apriva ribaltandosi sul lato sinistro per mezzo di cerniere.

## Impiego operativo
In attesa dell'arrivo di un grosso ordine da parte dell'Aero Club d’Italia, che purtroppo non arrivò mai, l'Avionautica Rio di Sarnico costruì quattro M-200. Nel 1966 l'azienda francese CARMAM (Coopérative d'Approvisionnement et de Réparation de Matériel Aéronautique de Moulins), acquistò la licenza di costruzione, che venne avviata presso il suo stabilimento di Moulins-Avernes. L'M-200 rimase in produzione a Moulins fino al 1972, per un totale di 59 esemplari. In Francia divenne noto con la sigla di M-200 Foéhn ed esportato in varie nazioni. Il modello M-200 ha partecipato a numerosi campionati italiani di volo a vela, conquistando numerosi record nazionali sia italiani che francesi.
Durante il suo impiego emersero problemi relativi alla sua costruzione, risultata troppo leggera in quanto su alcuni esemplari emersero fessure nella fusoliera e negli elementi laterali. Il 27 agosto 1969 venne emessa una direttiva di aeronavigabilità che limitava il peso massimo a 520 kg o 85 kg per pilota equipaggiato (70 kg senza paracadute). I vari Aero Club, danneggiati da questa limitazione, iniziarono a vendere i loro M-200 Foéhn. Nel 2019 rimanevano iscritti al registro francese dell'aviazione civile 29 esemplari.